# Henri Richard
Joseph Henri Richard (ur. 29 lutego 1936 w Montrealu, zm. 6 marca 2020 w Laval) – kanadyjski hokeista grający na pozycji napastnika (centra). Brat Maurice’a.
Jeden z najbardziej utytułowanych zawodników w historii ligi NHL. Reprezentował barwy Montreal Nationale, Montreal Royals, Montreal Jr. Canadiens oraz Montreal Canadiens, w barwach którego 11-krotnie zdobył Puchar Stanleya, co czyni go rekordzistą pod tym względem. Jest także z Billem Russellem współrekordzistą względem liczby zdobytych mistrzostw w północnoamerykańskich ligach sportowych (Bill Russell 11-krotnie zdobył mistrzostwo NBA).
Był także nagradzany indywidualnie: Bill Masterton Memorial Trophy – nagroda dla najbardziej wytrwałego zawodnika ligi NHL, wybrany do pierwszej drużyny gwiazd NHL, trzykrotnie wybierany do drugiej drużyny gwiazd NHL, 9-krotny uczestnik Meczu Gwiazd NHL, członek Hockey Hall of Fame (1979), wybrany do grona 100 największych hokeistów według magazynu The Hockey News (1998) oraz 100 najlepszych hokeistów NHL (2017).
W trakcie kariery sportowej zyskał pseudonim "Pocket Rocket", po swoim bracie Maurice'u, który miał pseudonim "Rocket". Był nazywany "Pocket Rocket", ponieważ był młodszy oraz niższy od swojego brata. Obaj bracia różnili się również stylem gry: Maurice grał zbyt agresywnie; jednak Henri wolał taktyczne rozgrywanie i przechytrzenie przeciwnika, Maurice trzymał kij z lewej; Henri trzymał kij z prawej strony, Maurice był silny; Henri szybki, jednak wspólną cechę, jaką mieli, to być silni fizycznie na lodzie.

## Wczesne życie
Henri Richard urodził się w Montrealu jako 7. z 8 dzieci Alice z d. Laramée oraz Onésime’a Richardów. Miał czterech braci: Maurice’a (1921–2000), René, Jacques’a, Claude’a oraz cztery siostry: Georgette, Rollande i Marguerite. Ojciec pracował jako maszynista w Kolei Transkanadyjskiej, kontretnie w Angus Yards.

## Kariera

### Wczesna kariera
Henri Richard pod wpływem swojego starszego brata Maurice’a, który był jedną z największą gwiazd ligi NHL, również zdecydował się na grę w hokeja na lodzie. Karierę rozpoczął w 1951 roku w występującym w lidze QJHL Montreal Nationale, w którym grał do 1953 roku, po czym przez krótki okres reprezentował barwy występującego w lidze QSHL Montreal Royals. W latach 1953–1955 reprezentował barwy występującego w lidze QJHL Montreal Jr. Canadiens, w barwach którego był dwukrotnie liderem względem liczby zdobytych goli w lidze QJHL.

### NHL
W 1955 roku został zawodnikiem występującego w lidze NHL Montreal Canadiens, w którym zawodnikiem był jego brat Maurice. Początkowo trener drużyny Canadiens, Toe Blake wystawiał braci w osobnych formacjach w obawie, że Maurice będzie chciał zrezygnować z okazji do zdobycia goli na rzecz swojego młodszego brata. Jednak 13 listopada 1955 roku w meczu domowym z Chicago Blackhawks z powodu kontuzji kilku zawodników zmuszony był wystawić braci w jednej formacji. Mecz zakończył się wynikiem 2:0 dla drużyny Canadiens, a w 39. minucie gola na 1:0 zdobył Maurice z asysty Henriego oraz Dickiego Moore’a. Od tamtej pory bracia grali razem na jednej linii wraz z Dickiem Moore’em. Początkowo Maurice chronił swojego brata i rozprawiał z każdym przeciwnikiem, który go atakował, jednak po tym jak Henri wygrał pięściarski pojedynek, w momencie gdy on sam był na ławce kar, zdał sobie sprawę, że Henri potrafi sam o siebie zadbać.
Toe Blake stwierdził później, iż gra z bratem zmusiła Maurice’a do zostania jeszcze lepszym zawodnikiem, w związku z czym zdecydował się na przedłużenie kariery. W 1958 roku po kontuzji Maurice’a na linii zastąpił go Marcel Bonin, co nie miało wpływu na poziom gry linii.
Henri Richard grając razem z bratem zdobył 5-krotnie z rzędu Puchar Stanleya (1956–1960 – najdłuższa passa w historii ligi NHL), a po tym ostatnim triumfie Maurice zakończył karierę sportową. W tym czasie Henri również wystąpił 5-krotnie z rzędu w Meczu Gwiazd NHL (1956–1960), został wybrany do pierwszej drużyny gwiazd NHL w sezonie 1957/1958 oraz do drugiej drużyny gwiazd NHL w sezonie 1958/1959. Następnie jeszcze czterokrotnie wystąpił w Meczu Gwiazd NHL (1961, 1963, 1967, 1974) oraz dwukrotnie został wybrany do drugiej drużyny gwiazd NHL (1961, 1963).
Następne triumfy w Pucharze Stanleya miały miejsce w sezonach 1964/1965 i 1965/1966. 5 maja 1966 roku w 6. meczu finałowym Pucharu Stanleya z Detroit Red Wings na wyjeździe, w 2. minucie dogrywki podanie odbiło się od Richarda do siatki, w momencie gdy bramkarz drużyny Czerwonych Skrzydeł, Roger Crozier wciąż leżał na lodzie. Tym samym mecz zakończył się wygraną Montreal Canadiens 3:2, dzięki czemu drużyna Canadiens zdobył po raz drugi z rzędu Puchar Stanleya. W sezonie 1966/1967 drużyna Canadiens w finale Pucharu Stanleya przegrał rywalizację 4:2 z Toronto Maple Leafs, jednak ponownie dwukrotnie z rzędu zdobyło Puchar Stanleya (1968, 1969). W sezonie 1970/1971, w finale Pucharu Stanleya w wygranej rywalizacji 4:3 z Chicago Blackhawks, w 7. meczu rozegranym 18 maja 1971 roku na wyjeździe (3:2) zdobył dwa ostatnie gole (38. i 42. minuta) przesądzające o triumfie drużyny Canadiens. Richard został tym samym jednym z pięciu zawodników, którzy dwa razy zdobywali gole przesądzające o triumfie swoich klubów w Pucharze Stanleya.
Podobnie, jak starszy brat Maurice otwarcie potępiał dyskryminację Frankokanadyjczyków. Jednak, gdy starszemu bratu grożono poważnymi konsekwencjami, zaraz po zakończeniu przez niego kariery sportowej, rozpoczęły się rządy Liberalnej Partii Quebecu zw. Spokojną rewolucją, co zmusiło przeciwników do poważniejszego traktowania Frankokanadyjczyków. Finał Pucharu Stanleya 1971 był szczególnie kontrowersyjnym momentem dla Richarda, gdy w 5. meczu finału, 13 maja 1971 roku na wyjeździe z Chicago Blackhawks (przegrana 2:0), przez cały mecz siedział w boksie po tym, jak w wywiadzie oskarżył trenera drużyny Canadiens, Ala MacNeila o dyskryminację francuskojęzycznych zawodników swojej drużyny. Oskarżenia te spowodowały grożenia śmiercią trenerowi, dla którego wraz z rodziną podczas ostatniego meczu finałowego Pucharu Stanleya 1971 wynajęto ochroniarza. Richard nazwał Ala MacNeila „najgorszym trenerem, dla jakiego kiedykolwiek grał”. Mimo zdobycia Pucharu Stanleya Al MacNeil został zdegradowany do juniorskiej drużyny Canadiens, Nova Scotia Voyageurs, a po zakończeniu kariery sportowej przez kapitana drużyny Canadiens, Jeana Béliveau po sezonie 1970/1971 Richard został jego następcą. Później Al MacNeil i Richard pogodzili się.
W sezonie 1972/1973 zdobył swój 11. Puchar Stanleya po 4:2 rywalizacji w finale z Chicago Blackhawks, natomiast w sezonie 1973/1974 zdobył Bill Masterton Memorial Trophy. Po sezonie 1974/1975, w którym drużyna Canadiens zakończyła rozgrywki w półfinale po przegranej rywalizacji z Buffalo Sabres, zakończył karierę sportową.

## Statystyki

### Klubowe
| 1951/1952      | Montreal Nationale     | QJHL           | 49   | 23  | 32  | 55   | 35  | 4   | 1  | 0  | 1   | 0   |
| 1952/1953      | Montreal Nationale     | QJHL           | 46   | 27  | 36  | 63   | 55  | 7   | 4  | 5  | 9   | 4   |
| 1952/1953      | Montreal Royals        | QSHL           | 1    | 0   | 0   | 0    | 0   | –   | –  | –  | –   | —   |
| 1953/1954      | Montreal Jr. Canadiens | QJHL           | 54   | 56  | 53  | 109  | 85  | 7   | 6  | 7  | 13  | 6   |
| 1954/1955      | Montreal Jr. Canadiens | QJHL           | 44   | 33  | 33  | 66   | 65  | 4   | 3  | 1  | 4   | 2   |
| 1955/1956      | Montreal Canadiens     | NHL            | 64   | 19  | 21  | 40   | 46  | 10  | 4  | 4  | 8   | 21  |
| 1956/1957      | Montreal Canadiens     | NHL            | 63   | 18  | 36  | 54   | 71  | 10  | 2  | 6  | 8   | 10  |
| 1957/1958      | Montreal Canadiens     | NHL            | 67   | 28  | 52  | 80   | 56  | 10  | 1  | 7  | 8   | 11  |
| 1958/1959      | Montreal Canadiens     | NHL            | 63   | 21  | 30  | 51   | 33  | 11  | 3  | 8  | 11  | 13  |
| 1959/1960      | Montreal Canadiens     | NHL            | 70   | 30  | 43  | 73   | 66  | 8   | 3  | 9  | 12  | 9   |
| 1960/1961      | Montreal Canadiens     | NHL            | 70   | 24  | 44  | 68   | 91  | 6   | 2  | 4  | 6   | 22  |
| 1961/1962      | Montreal Canadiens     | NHL            | 54   | 21  | 29  | 50   | 48  | –   | –  | –  | –   | —   |
| 1962/1963      | Montreal Canadiens     | NHL            | 67   | 23  | 50  | 73   | 57  | 5   | 1  | 1  | 2   | 2   |
| 1963/1964      | Montreal Canadiens     | NHL            | 66   | 14  | 39  | 53   | 73  | 7   | 1  | 1  | 2   | 9   |
| 1964/1965      | Montreal Canadiens     | NHL            | 53   | 23  | 29  | 52   | 43  | 13  | 7  | 4  | 11  | 24  |
| 1965/1966      | Montreal Canadiens     | NHL            | 62   | 22  | 39  | 61   | 47  | 8   | 1  | 4  | 5   | 2   |
| 1966/1967      | Montreal Canadiens     | NHL            | 65   | 21  | 34  | 55   | 28  | 10  | 4  | 6  | 10  | 2   |
| 1967/1968      | Montreal Canadiens     | NHL            | 54   | 9   | 19  | 28   | 16  | 13  | 4  | 4  | 8   | 4   |
| 1968/1969      | Montreal Canadiens     | NHL            | 64   | 15  | 37  | 52   | 45  | 14  | 2  | 4  | 6   | 8   |
| 1969/1970      | Montreal Canadiens     | NHL            | 62   | 16  | 36  | 52   | 61  | –   | –  | –  | –   | —   |
| 1970/1971      | Montreal Canadiens     | NHL            | 75   | 12  | 37  | 49   | 46  | 20  | 5  | 7  | 12  | 20  |
| 1971/1972      | Montreal Canadiens     | NHL            | 75   | 12  | 32  | 44   | 48  | 6   | 0  | 3  | 3   | 4   |
| 1972/1973      | Montreal Canadiens     | NHL            | 71   | 8   | 35  | 43   | 21  | 17  | 6  | 4  | 10  | 14  |
| 1973/1974      | Montreal Canadiens     | NHL            | 75   | 19  | 36  | 55   | 28  | 6   | 2  | 2  | 4   | 2   |
| 1974/1975      | Montreal Canadiens     | NHL            | 16   | 3   | 10  | 13   | 4   | 6   | 1  | 2  | 3   | 4   |
| Łącznie w QJHL | Łącznie w QJHL         | Łącznie w QJHL | 193  | 139 | 154 | 293  | 240 | 22  | 14 | 13 | 27  | 12  |
| Łącznie w QSHL | Łącznie w QSHL         | Łącznie w QSHL | 1    | 0   | 0   | 0    | 0   | –   | –  | –  | –   | —   |
| Łącznie w NHL  | Łącznie w NHL          | Łącznie w NHL  | 1256 | 358 | 688 | 1046 | 928 | 180 | 49 | 80 | 129 | 181 |

## Sukcesy

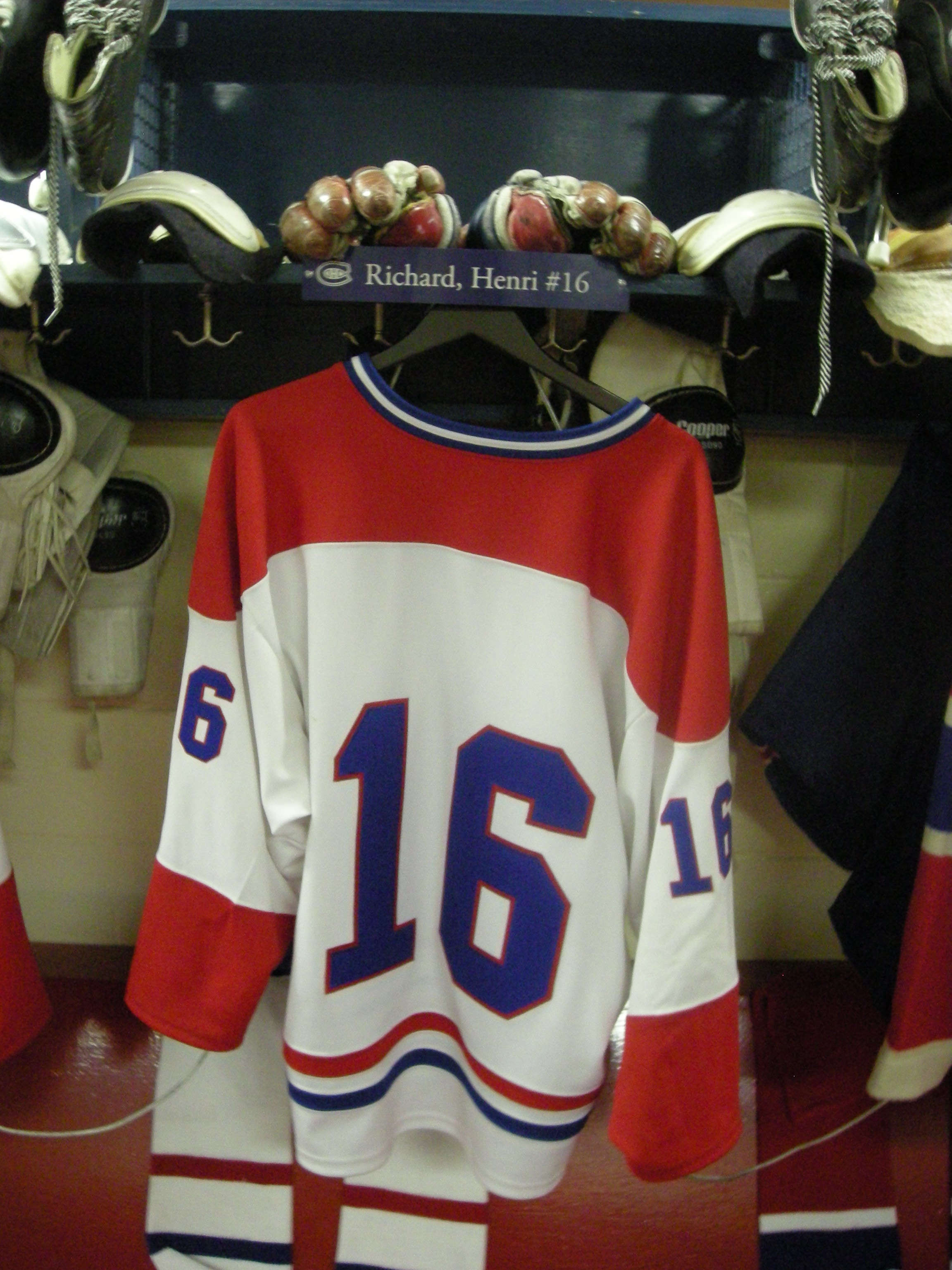
Koszulka Richarda Montreal Canadiens.

### Zawodnicze
Montreal Canadiens
- Puchar Stanleya: 1956, 1957, 1958, 1959, 1960, 1965, 1966, 1968, 1969, 1971, 1973
- Finał Pucharu Stanleya: 1967

### Indywidualne
- Mecz Gwiazd NHL: 1956, 1957, 1958, 1959, 1960, 1961, 1963, 1967, 1974
- Pierwsza drużyna gwiazd NHL: 1958
- Druga drużyna gwiazd NHL: 1959, 1961, 1963
- Bill Masterton Memorial Trophy: 1974
- Członek Hockey Hall of Fame: 1979
- 100 największych hokeistów według The Hockey News: 1998
- 100 najlepszych hokeistów NHL: 2017
- Zastrzeżony numer w Montreal Canadiens: 16

## Po zakończeniu kariery

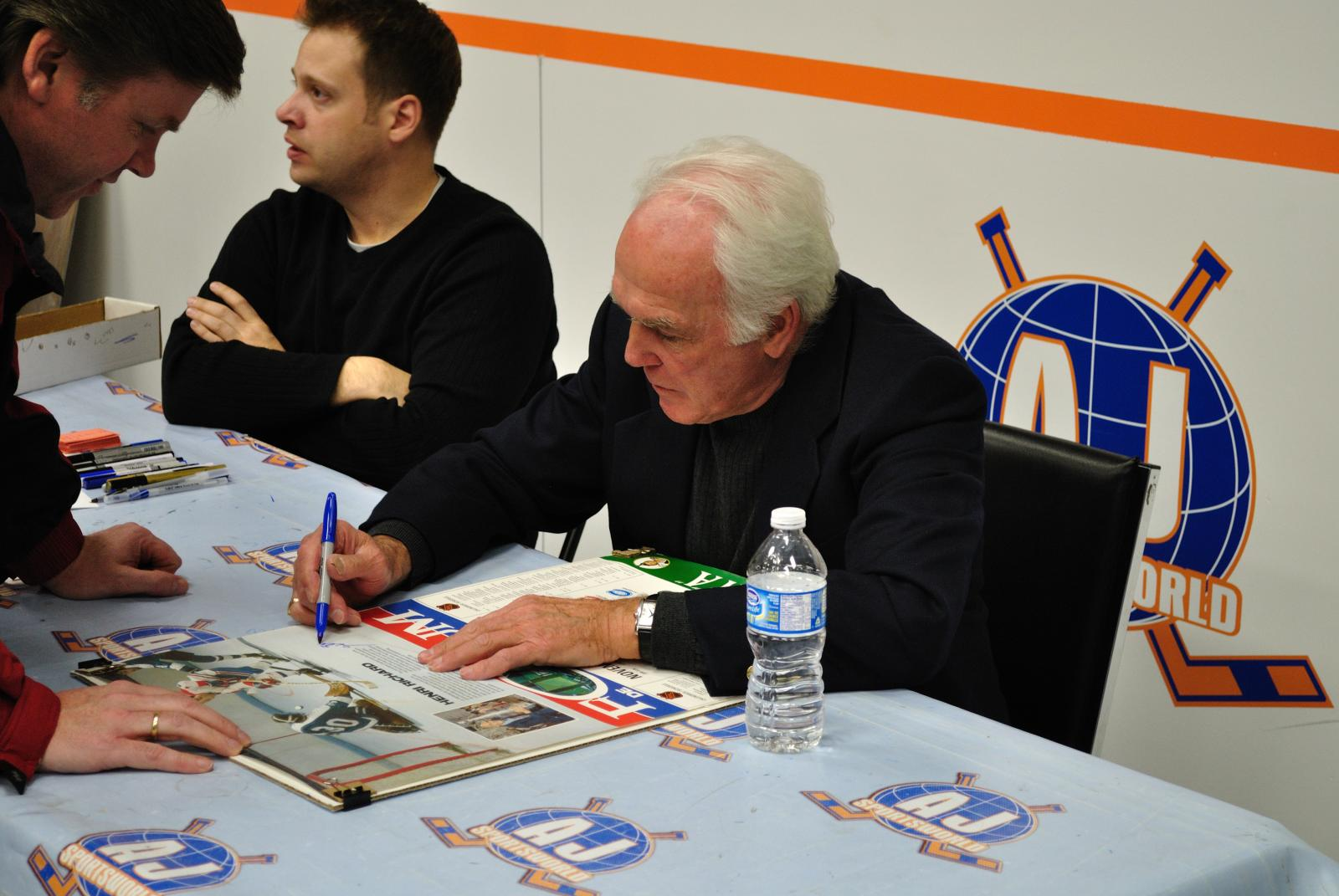
Henri Richard rozdający autografy, 2011 rok.

10 grudnia 1975 roku władze Montreal Canadiens w celu uznania jego zasług dla klubu zastrzeżyły numer 16, z którym Richard grał podczas pobytu w klubie; ten nalegał by dochód z zastrzeżenia numeru został przekazany na budowę sali gimnastycznej dla sierocińca. W 1979 roku został wprowadzony do Hockey Hall of Fame. W 1998 roku zajął 29. miejsce na liście 100 największych hokeistów według magazynu The Hockey News (1998). Później pracował jako ambasador dla organizacji Montreal Canadiens.
W 2015 roku u Richarda zdiagnozowano chorobę Alzheimera.
27 stycznia 2017 roku został wybrany do listy 100 najlepszych hokeistów NHL.
Zmarł 6 marca 2020 roku w wyniku powikłań choroby w Laval w prowincji Quebec.